# Religione in Antartide

## Consacrazione
La prima messa in Antartide si è tenuta dal gesuita argentino Felipe Lerida il 20 febbraio 1946 presso l'Osservatorio del Sud Orkney. Un altro membro del clero a giungere in Antartide è padre William J. Menster, presbitero cattolico e capitano di corvetta della Riserva dell'United States Navy, assegnato nel 1946 alla missione esplorativa antartica nota come Operazione Highjump. Al suo arrivo nel 1947, padre Menster celebra la Messa, primo rito religioso del continente, alla presenza di oltre 2000 partecipanti, e consacra l'Antartide.

## Edifici religiosi
In Antartide vi sono vari edifici religiosi a scopo di culto.
- Cappella delle Nevi, una chiesa Cristiana che si trova nella base scientifica antartica di McMurdo, Isola di Ross;
- Chiesa della Trinità, della Chiesa ortodossa russa, nella base scientifica di Stazione Bellingshausen, Isole Shetland Meridionali;
- Cappella di Nostra Signora di Lujàn, una chiesa cattolica nella Base Marambio, Isole Seymour;
- Cappella San Francesco di Assisi, una chiesa cattolica nella Base Esperanza, Penisola Antartica, una delle sei cappelle Cattoliche Argentine mantenute in Antartide;
- Cappella S. Ivan Rilski, della Chiesa ortodossa bulgara, nella base scientifica San Clemente di Ocrida, Isole Shetland Meridionali;
- Chiesa Santa Maria Regina della Pace, una chiesa cattolica nel villaggio cileno di Villa Las Estrellas, Isole Shetland Meridionali;
- Una cappella cattolica permanente costruita interamente nel ghiaccio nella Base dell'esercito generale Belgrano II, Terra di Coats[3].

Il Worldwide Antarctic Program ha proposto la costruzione di una cappella cattolica nella Stazione Mario Zucchelli, Baia Terra Nova.

### Isole minori
Vi sono altre chiese su alcune Isole antartiche e sub-antartiche a nord dei 60° di latitudine S (quindi non parte del Trattato Antartico), ad esempio nel villaggio di Grytviken, Georgia del Sud, e nella stazione scientifica Port-aux-Français, nell'isola principale dell'arcipelago delle Kerguelen, detta Isola della Desolazione.

## Eventi di rilievo
- Nel 1946 giunge sul continente il primo membro del clero e viene celebrato il primo rito religioso.
- Nel 1947 viene consacrato il continente.
- Il 22 agosto 1978 la prima Cappella delle Nevi viene distrutta da un incendio.
- Il 29 gennaio 2007 viene celebrato nella Chiesa della Trinità il primo matrimonio sacramentale del continente antartico[6][7].

## Galleria d'immagini

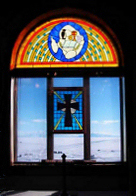
Cappella delle Nevi
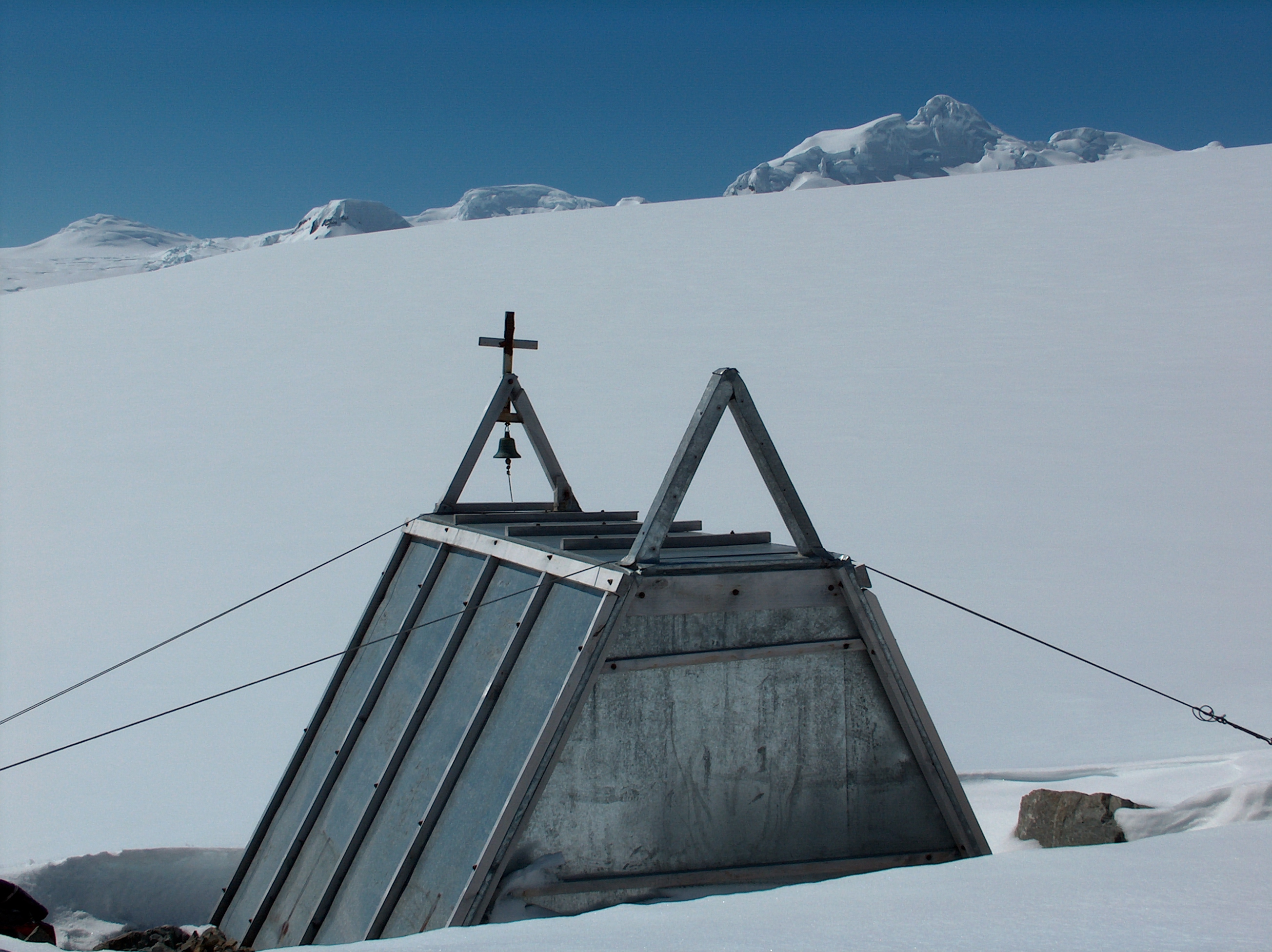
Cappella S. Ivan Rilski
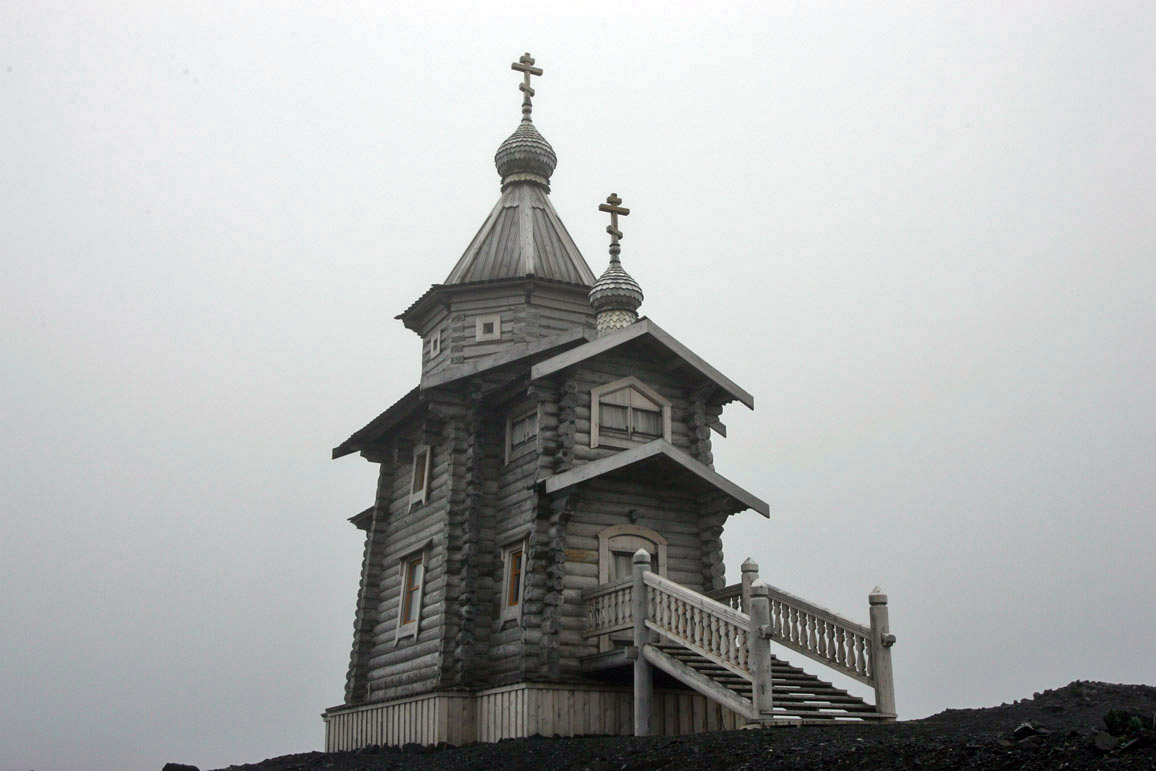
Chiesa della Trinità